# Dario Ravano
Dario Ravano (Casale Monferrato, 28 agosto 1876 – Albissola Marina, 1961) è stato un ceramista italiano.

## Biografia
Figlio di genitori genovesi, inizia la sua esperienza di ceramista in qualità di apprendista ad Alassio nella bottega di Giovanni Pardi, fino al 1902 circa. Fa esperienza dei vari stili tradizionali della ceramica albisolese e ricopre il ruolo di direttore artistico della bottega Piccone dal 1904 al 1908, apportandone una innovazione nello stile con il progressivo avvicinamento al nascente liberty. Dal 1908 è dipendente della bottega di Nicolò Poggi. Nel 1922 lavora ne "La casa dell'arte" di Angelo Barile, per poi aprire una propria fornace a Varazze dal 1928 al 1931. Successivamente collabora con la Giuseppe Mazzotti Manifattura Ceramiche e infine, all'inizio degli anni cinquanta, con Ugo Michielotoo della albisolese Manifattura Ceramiche Italia.